# Lennoxtown
Lennoxtown är en ort i Storbritannien.   Den ligger i kommunen East Dunbartonshire och riksdelen Skottland, i den centrala delen av landet, 600 km nordväst om huvudstaden London. Lennoxtown ligger 65 meter över havet och antalet invånare är 3 795.
Terrängen runt Lennoxtown är kuperad norrut, men söderut är den platt. Runt Lennoxtown är det mycket tätbefolkat, med 1 463 invånare per kvadratkilometer. Närmaste större samhälle är Glasgow, 12,5 km söder om Lennoxtown. Trakten runt Lennoxtown består i huvudsak av gräsmarker.